# جووانی شر
جووانی شر (انگلیسی: Giovanni Scher; ۲۱ اکتبر ۱۹۱۵ – ۱ ژانویهٔ ۱۹۹۲) از برندگان مدال‌های المپیک تابستانی اهل ایتالیا بود.